# Centerfield (Utah)
Centerfield je město v okresu Sanpete County ve státě Utah ve Spojených státech amerických. K roku 2000 zde žilo 1 048 obyvatel. S celkovou rozlohou 4,7 km² byla hustota zalidnění 224,5 obyvatel na km².